# Dihotomija
Dihotomija je deljenje ili podeljenost celine na dva jednaka nepreklapajuća dela. U takvoj podeli nešto što je deo jedne polovine ne može biti nikako deo druge polovine.
Termin dihotomija se takođe koristi kada se želi označiti podeljenost nečega na dva nezavisna, često suprotstavljena dela, a da pri tome oni nisu potpuno jednaki. Ovakva upotreba termina dihotomija nije potpuno tačna.

## Etimologija
Dihotomija je reč grčkog porekla (грч. διχο - na dva dela  + τομία — sečenje)

## Spoljašnje veze
- Dichotomy analysis